# She Couldn’t
She Couldn’t ist ein Lied der US-amerikanischen Nu-Metal-Band Hybrid Theory, die später zu Linkin Park werden sollte. She Couldn’t wurde als Teil der Hybrid Theory betitelten 8-Track-Demo 1999 durch MixMedia mit dem Ziel, einen Plattenvertrag zu erhalten, an mögliche Publisher verteilt, jedoch ohne Erfolg.
Am 1. Juli 2009 tauchten auf eBay drei Bootleg-Kopien des 8-Track-Demos auf. Eine davon wurde von Linkin Park Live-Mitgliedern für 1125,20 US-Dollar erworben, gerippt und am 2. Juli auf lplive.net der Öffentlichkeit zur Verfügung gestellt.
Anlässlich des 20. Jahrestages des Albums Hybrid Theory veröffentlichte Linkin Park am 13. August 2020 eine offizielle Version des Liedes auf ihrem Youtube-Kanal.

## Hintergrund
She Couldn’t wurde von Hybrid Theory (heute Linkin Park) nach dem Hinzustoßen des Sängers Chester Bennington 1999 geschrieben und aufgenommen. She Couldn’t war aus rechtlichen Gründen das einzige bekannte Linkin-Park-Lied, das bis 2020 nie offiziell von Linkin Park veröffentlicht wurde. Bekannt wurde She Couldn’t erst Anfang Juli 2009, als auf eBay drei Bootlegs der Hybrid-Theory-8-Track-Demo auftauchten. Das Stück verwendet ein Sample aus dem Song B-Boy Document 99 von The High & Mighty. Mike Shinoda äußerte sich am 3. Juli 2009 auf seinem Blog zu dem Lied:

“Many of you have asked about an old demo that is floating around. The song is called “She Couldn’t.” We recorded it in 1999 during the making of Hybrid Theory, but it never made an album and was never released by us. For legal reasons, that’s all I can say about the song, but I hope this clears things up!”

„Viele von euch haben nach einer alten Demo gefragt, die herumgeistert. Das Lied heißt ‚She Couldn’t‘. Wir haben es 1999 während den Arbeiten an Hybrid Theory aufgenommen, aber es hat es nie auf ein Album geschafft und wurde von uns nie veröffentlicht. Aus rechtlichen Gründen ist das alles, was ich über das Lied sagen kann, aber ich hoffe, dass das die Sache aufklärt!“

Mittlerweile ist der Post wieder von Shinodas Blog verschwunden.
She Couldn’t ist verglichen mit anderen Liedern aus der Hybrid-Theory-Ära ruhiger und Pop-lastig, während andere Linkin-Park-Lieder aus dieser Zeit wie z. B. And One und Papercut eher dem Nu Metal zugeordnet werden.

## Textgestaltung
Dominiert wird She Couldn't von den Textzeilen “won’t be long ’til everybody knows” aus einem Sample des Songs B-Boy Document 99, und dem von Chester Bennington gesungenem “You know, she couldn’t stay here with you / you know she had to go / even though, she couldn’t stay here with you / you know, you’re not alone”. Bennington singt die Strophen und die Einleitung des Refrains, während Shinoda den Hauptteil des Refrains rappt.